# Hans Mühlbauer
Hans Mühlbauer (* 20. Juli 1980 in Freilassing) ist ein ehemaliger deutscher Triathlet. Er ist Wintertriathlon-Weltmeister (2008).

## Werdegang
Hans Mühlbauer betrieb Duathlon und Triathlon seit 1994 und er startete mit 18 Jahren als jüngster Athlet in Klagenfurt erstmals auf der Ironman-Distanz (3,8 km Schwimmen, 180 km Radfahren und 42,195 km Laufen). 2000 wurde er Bayerischer Duathlon-Meister bei den Junioren und er war seit 2001 Mitglied der Militär-Nationalmannschaft.
Hans Mühlbauer startete vorwiegend bei Bewerben über die Langdistanz. So startete er fünf Mal bei der Ironman World Championship.

### Militär-Weltmeister 2005
Sein bestes Ergebnis erzielte er dort auf Hawaii 2005 mit dem 24. Rang in der Gesamtwertung und dem Titel des Militär-Weltmeisters Ironman.
Bei der Ironman European Championship 2006 in Frankfurt am Main belegte er den siebten Rang.
2008 wurde er in Freudenstadt Wintertriathlon-Weltmeister in der Kategorie M25.
Er wurde trainiert von Bennie Lindberg und startete für den TSV Bad Reichenhall.
2006 war er im Langstreckenkader der Deutschen Triathlon Union (DTU).
Hans Mühlbauer war von 2004 bis September 2010 als Profi-Triathlet tätig und er war von 1999 bis 2012 als Zeitsoldat beim Gebirgsjägerbataillon.
Seit 2013 ist er in Salzburg als Physiotherapeut und Trainingswissenschaftler tätig.
Im August 2015 konnte er nach drei Jahren Pause zum elften Mal den Feldkirchner Triathlon (Sprintdistanz) gewinnen.
Der 35-Jährige startete 2016 auch wieder als Amateur auf der Ironman-Distanz und er belegte im Juli im Ironman Austria den zehnten Rang.
Hans Mühlbauer ist verheiratet und lebt in Ainring.

## Sportliche Erfolge
| Datum/Jahr    | Rang | Wettbewerb                               | Austragungsort | Zeit     | Bemerkung                                                                                              |
| ------------- | ---- | ---------------------------------------- | -------------- | -------- | --- |
| 22. Mai 2016  | 28   | Ironman 70.3 Austria                     | St. Pölten     | 04:19:11 | 1. Platz AK 35-40                                                                                      |
| 17. Aug. 2015 | 1    | Feldkirchner Triathlon                   | Feldkirchen    | 00:38:09 | elfter Sieg für Mühlbauer auf der Sprintdistanz (200 m Schwimmen, 12,4 km Radfahren und 3,4 km Laufen) |
| 13. Aug. 2011 | 3    | Feldkirchner Triathlon                   | Feldkirchen    | 00:37:52 | Dritter hinter dem österreichischen Staatsmeister Lukas Hollaus                                        |
| 30. Mai 2010  | 14   | Ironman 70.3 Austria                     | St. Pölten     | 04:08:27 | |
| 24. Mai 2008  | 18   | Ironman 70.3 Austria                     | St. Pölten     |          | |
| 2. Juni 2007  | 3    | Ironman 70.3 Austria                     | St. Pölten     | 04:00:13 | Über die halbe Ironman-Distanz (1,9 km Schwimmen, 90 km Radfahren und 21,1 km Laufen)                  |
| 2001          | 2    | Deutsche Militär-Meisterschaft Triathlon | Deutschland    |          | |

| Datum/Jahr    | Rang | Wettbewerb         | Austragungsort    | Zeit     | Bemerkung |
| ------------- | ---- | ------------------ | ----------------- | -------- | --- |
| 26. Juni 2016 | 10   | Ironman Austria    | Klagenfurt        | 08:38:01 | |
| 1. Aug. 2010  | 62   | Ironman Regensburg | Regensburg        | 09:31    | |
| 10. Okt. 2009 | 88   | Ironman Hawaii     | Hawaii            | 10:01:33 | |
| 5. Juli 2009  | 10   | Ironman Germany    | Frankfurt am Main | 08:34:28 | Trotz Hüftproblemen auf dem Rad erreicht Hans Mühlbauer den 10. Gesamtrang und sichert sich damit die Qualifikation zum Ironman Hawaii. |
| 11. Okt. 2008 | 56   | Ironman Hawaii     | Hawaii            |          | |
| 13. Juli 2008 | 7    | Ironman Austria    | Klagenfurt        | 08:31:27 | Knapp vor dem Österreicher Peter Schoissengeier erreichte Mühlbauer mit persönlicher Bestzeit über die Langdistanz den 7. Rang.         |
| 22. Juni 2008 | 3    | Ironman Japan      | Gotō-Inseln       | 08:39:48 | Hinter den beiden Australiern Luke Jarrod McKenzie und Mitchell Anderson                                                                |
| 13. Okt. 2007 | 51   | Ironman Hawaii     | Hawaii            | 09:11:51 | Militär Vize-Weltmeister |
| 8. Juli 2007  | DNF  | Ironman Austria    | Klagenfurt        | –        | |
| 26. Aug. 2007 | 6    | Ironman Louisville | Louisville        | 09:02:22 | |
| 23. Juli 2006 | 7    | Ironman Germany    | Frankfurt am Main | 08:35:42 | [ 5 ] [ 6 ] |
| 15. Okt. 2005 | 24   | Ironman Hawaii     | Hawaii            | 08:47:04 | Militär-Weltmeister |
| 5. Juli 2005  | 9    | Ironman Austria    | Klagenfurt        | 08:37:47 | |
| 8. Aug. 2004  | 3    | Ostseeman          | Glücksburg        | 09:08:34 | |
| 13. Juli 2003 | 17   | Ironman Germany    | Frankfurt am Main | 09:06:40 | [ 7 ] |
| 7. Juli 2002  | 35   | Ironman Austria    | Klagenfurt        |          | |
| 12. Juli 1999 |      | Ironman Austria    | Klagenfurt        | 10:05:05 | Der 18-jährige Mühlbauer startet als jüngster Teilnehmer bei der zweiten Austragung eines Ironman-Rennens in Klagenfurt.                |

| Datum/Jahr    | Rang | Wettbewerb                                     | Austragungsort | Zeit     | Bemerkung |
| ------------- | ---- | ---------------------------------------------- | -------------- | -------- | --- |
| 22. Feb. 2008 | 1    | ITU Winter Triathlon World Championship M25-30 | Freudenstadt   | 01:07:57 | Wintertriathlon-Weltmeister in der Kategorie M25-30 beim Coolman (5 km Laufen, 9 km Mountainbike und 7 km Skilanglauf) |
| 2005          | 3    | DTU Deutsche Meisterschaft Wintertriathlon     | Freudenstadt   |          | 1. Rang AK1 |

| Datum/Jahr    | Rang | Wettbewerb        | Austragungsort      | Zeit     | Bemerkung                                 |
| ------------- | ---- | ----------------- | ------------------- | -------- | ----------------------------------------- |
| 1. Mai 2016   | 4    | Salzburg-Marathon | Salzburg            | 01:11:31 | neue persönliche Bestzeit im Halbmarathon |
| 11. Okt. 2015 | 2    | München-Marathon  | München             | 02:32:09 | [ 9 ]                                     |
| 3. Okt. 2010  | 2    | Südtirol-Marathon | Neumarkt (Südtirol) | 02:36:53 | Marathon von Meran nach Bozen             |

(Did Not Finish)